# Chris Greaves (Cricketspieler)
Christopher Nicholas Greaves (* 12. Oktober 1990 in Johannesburg, Südafrika) ist ein südafrikanischer Cricketspieler, der seit 2021 für die schottische Nationalmannschaft spielt.

## Kindheit und Ausbildung
Greaves wuchs in Südafrika auf und kam 2012 nach Schottland.

## Aktive Karriere
Greaves gab sein Twenty20-Debüt für die schottische Nationalmannschaft im Oktober 2021 gegen Papua-Neuguinea. Er wurde daraufhin für den ICC Men’s T20 World Cup 2021 nominiert, wobei er dort als beste Leistung 25 Runs gegen Namibia erreichte. Sein ODI-Debüt erfolgte im Mai 2022 bei einem Drei-Nationen-Turnier in den Vereinigten Staaten. Bei einem heimischen Drei-Nationen-Turnier im Juli erreichte er ein Fifty (53* Runs) gegen Namibia. Er wurde daraufhin erneut für den ICC Men’s T20 World Cup 2022 nominiert und erzielte dort unter anderem beim Sieg gegen die West Indies 16* Runs. Beim ICC Cricket World Cup Qualifier 2023 erzielte er erst gegen den Oman 5 Wickets für 53 Runs, bevor er gegen Sri Lanka vier Wickets (4/32) und  ein Fifty über 56 Runs. Im Jahr darauf wurde er für den Kader für den ICC Men’s T20 World Cup 2024 nominiert, wo er nicht herausstechen konnte.